# VEJO
VEJO, pseudoniem voor Jos Verhulst (8 februari 1945), is een Vlaamse tekenaar en cartoonist.
Sinds 1968 publiceerde hij onder meer in De Standaard, De Morgen, Het Volk, Knack en NRC Handelsblad. In 1984 won VEJO de eerste prijs en in 1986 de derde prijs in de categorie Politieke cartoons op het internationaal Cartoonfestival Knokke-Heist. Later volgden nog andere prijzen, waaronder de Publieksprijs op Press Cartoon Belgium in 2009.